# Santa Maria della Scala
Santa Maria della Scala är en kyrkobyggnad och titeldiakonia i Rom, helgad åt Jungfru Maria. Kyrkan är belägen vid Piazza della Scala i Rione Trastevere och tillhör församlingen Santa Dorotea.
Kyrkan innehas av Karmelitorden.

## Historia
Uppförandet av denna kyrka inleddes 1593 och fyra år senare förlänade påve Clemens VIII den åt de oskodda karmeliterna. De fullbordade interiören 1610, medan fasaden är av senare datum. Arkitekterna Francesco da Volterra, Ottaviano Mascherino och Matteo da Città di Castello var involverade i kyrkbygget. Skulpturen Madonnan och Barnet ovanför kyrkans ingångsportal är utförd av Silvio Valloni.
Till höger om kyrkan ligger Spezieria di Santa Maria della Scala, ett apotek grundat på 1500-talet.

## Interiör
Kyrkans grundplan är inspirerad av Il Gesù. Högaltarets baldakin med sexton korintiska kolonnetter i siciliansk alabaster är ett verk av Carlo Rainaldi från cirka 1650. Baldakinen omger Guds Lamm i en gyllene strålkrans. På ömse sidor om högaltaret står skulpturer föreställande de heliga Josef och Teresa, utförda av Simone Giorgini.
Absiden har målningar med scener ur Kristi och Marie liv: Himmelens drottning av Cavalier d'Arpino samt Kristi dop, Bröllopet i Kana, Sista måltiden och Kristi himmelsfärd. I absidens halvkupol ses fresken Kristus med Jungfru Maria och den helige Josef och karmelithelgon.
Kyrkan har åtta sidokapell, fyra på var sida.

### Höger sida
Cappella di San Giovanni Battista

Gerard van Honthorst – Johannes Döparens halshuggning.

Första sidokapellet på höger hand är invigt åt Johannes Döparen. Altarmålningen är utförd av den nederländske målaren Gerard van Honthorst och framställer Johannes Döparens halshuggning. Altaruppsatsen har två korintiska kolonner i svart marmor och dekorationer i alabaster, siciliansk jaspis samt gul marmor från Siena. I kapellet är medlemmar av familjen Sinibaldi begravda.
Cappella di San Giacinto
Det andra kapellet är invigt åt den helige dominikanmunken Hyacinthus av Polen och har en altarmålning av Antiveduto Grammatica, vilken föreställer Jungfrun och Barnet med de heliga Hyacinthus och Katarina av Siena; målningen flankeras av altaruppsatsens kolonner i rosa cottanellomarmor. I kapellet är medlemmar av familjerna Dionisi och Barisiani begravda.
Cappella di San Giuseppe
Det tredje kapellet är invigt åt den helige Josef. Altarmålningen av Giuseppe Ghezzi visar Den heliga Familjen. Till vänster ses Jungfruns bröllop av Antonio David och till höger Den helige Josefs dröm av Giovanni Odazzi. Den sistnämnde konstnären har även utfört Den helige Josefs förhärligande i kapellets kupol.
Cappella di Santa Teresa di Gesù
I höger tvärskepp är det fjärde kapellet beläget och det är invigt åt den heliga Teresa av Jesus, som reformerade karmelitorden. Altaret, ritat av Giovanni Paolo Pannini år 1617, har fyra kolonner i verde antico och två marmoränglar av Giovanni Battista Maini. Altarmålningen av den heliga Teresa är ett verk av Francesco Mancini. Sidoväggarna har två marmorreliefer, vilka visar helgonet i hänryckning; reliefen till höger är utförd av Filippo della Valle och den till höger av René-Michel Slodtz. Stuckrelieferna ovanför altaruppsatsen är utförda av Giuseppe Lironi.
I kapellet bevaras den heliga Teresas högra fot.

### Vänster sida
Cappella della Madonna del Carmelo
Första sidokapellet på vänster hand är invigt åt Vår Fru av berget Karmel. Altarmålningen av Il Pomarancio visar hur Jungfru Maria överlämnar skapularet åt den helige Simon Stock i närvaro av profeten Elia. Il Pomarancio har även utfört fresken Den evige Fadern.
Cappella dell'Assunta
Kapellet är invigt åt Jungfru Marie himmelsfärd och ritades av Girolamo Rainaldi. Kapellet har Carlo Saracenis Jungfruns död som altarmålning. Saracenis verk ersatte Caravaggios med samma motiv. Caravaggio misstänktes ha använt en död prostituerad som modell, vilket gjorde att karmelitmunkarna avvisade Caravaggios målning som bristande i dekorum.
I kapellets tak har Giovanni Conca målat Jungfruns bröllop och Jungfru Marie födelse. Under altaret återfinns en liggande skulptur föreställande den heliga Thérèse av Jesusbarnet.
Cappella del Crocifisso
Kapellet är invigt åt den korsfäste Kristus. En skulptur, utförd av Pietro Francesco Papaleo, vilken föreställer karmelithelgonet Johannes av Korset blickar upp mot den korsfäste.
Cappella della Madonna della Scala
I detta kapell, beläget i vänster tvärskepp, vördas ikonen Madonnan av trappan. Altaruppsatsen har bland annat fyra kolonner i marmo rosso från Verona. Kapellet utgör begravningsrum för familjen Santacroce. Gravmonumentet över markisen Prospero Santacroce är utfört av Alessandro Algardi cirka 1643 och det över hans hustru Livia Santacroce är ett verk av Domenico Guidi. I kapellet har Lucas de la Haye målat Jungfruns kröning och Den Obefläckade Avlelsen.

## Titeldiakonia
Santa Maria della Scala stiftades som titeldiakonia av påve Alexander VII år 1664.
Kardinaldiakoner under 1900- och 2000-talet
- Girolamo Maria Gotti, titulus pro illa vice (1895–1916)
- Vakant (1916–1921)
- Camillo Laurenti (1921–1935); titulus pro illa vice (1935–1938)
- José María Caro Rodríguez, titulus pro illa vice (1946–1958)
- Julius August Döpfner, titulus pro illa vice (1958–1976)
- Vakant (1976–1994)
- Carlos Oviedo Cavada, titulus pro illa vice (1994–1998)
- François-Xavier Nguyen Van Thuan (2001–2002)
- Stanisław Nagy (2003–2013)
- Vakant (2013–2016)
- Ernest Simoni (2016–)

## Bilder
| - Ikonen Santa Maria della Scala. - Santa Maria della Scala. Gravyr av Giovanni Battista Falda. Till vänster om fasaden ses Oratorio dei Santi Teresa e Carlo. - Caravaggio – Jungfruns död. - Carlo Saraceni – Jungfruns död. - Skulptur föreställande heliga Thérèse av Jesusbarnet. |